# بوژمهران
بوژمهران، روستایی از توابع بخش مرکزی شهرستان زبرخان در استان خراسان رضوی ایران است.
این روستا در مسیر رودخانه دائمی خرو قرار دارد که البته حدود یک قرن است که مسیر رودخانه را از بالا دست تغییر داده اند نام بومی بوژمهران بیژمیرو می‌باشد شواهدی حاکی از آن است که این روستا در واقع دژی برای حفاظت در مقابل حملات دشمانان از نیشابور بود متأسفانه هنوز هیچ کاوش و باستان‌شناسی قانونی در این منطقه اتفاق نیفتاده است.
طی تحقیقات انجام شده 
معنی و مفهوم نام روستای بوژمهران به این شکل میباشد
بوژمهران نام محلی آن بیژمیرو میباشد که قبل از ان مردم محلی آن را دیژمیرو میگفتند که در اصل دژ مرو بوده
دژ مرو یکی از دژ های نیشابور بوده
و در واقع دروازه و دژی برای محافظت و رفت و آمد مردم از طرف شمال شرقی نیشابور بوده که محافظت از این دژ از طریق رودخانه خرو انجام میشده

## جمعیت
این روستا در دهستان اردوغش قرار دارد و براساس سرشماری مرکز آمار ایران در سال ۱۳۹۰، جمعیت آن ۱٬۶۸۳ نفر (۵۳۹ خانوار) بوده‌است.